# الفضاء (مجلة)
مجلة الفضاء هي مجلة سعودية شهرية تصدر عن شركة يونج فيوتشر المحدودة، تتولى توزيعها شركة تهامة. صدر العدد الأول منها عام 1982م، تعتمد المجلة على الترجمة، وهي مجلة علمية تهتم بقصص الخيال العلمي في المقام الأول، كما تعتمد على نشر قصص مستوحاة ومأخوذة من شركة والت ديزني.
تعتمد المجلة أيضاً على قصص الكرتون، حيث يبلغ صفحات هذه القصص 18 صفحة من بين 38 صفحة ملونة، وأغلب الصفحات المتبقية هي إعلانات عن أجهزة وألعاب أطفال إلكترونية.
تحوي المجلة صفحات للتسالي تتضمن فروقاً بين الرسوم ومتاهات وكلمات ضائعة كلها تحت باب سباق الفضاء، يباع العدد الواحد في السعودية ب6 ريالات، وفي مصر بـ1,5 جنيه، وهناك موزعون للمجلة في العديد من البلاد العربية.

## الأبواب
- أخبار الفضاء
- سباق الفضاء